# Tagoropsis cincta
Tagoropsis cincta är en fjärilsart som beskrevs av Paul Mabille 1879. Tagoropsis cincta ingår i släktet Tagoropsis och familjen påfågelsspinnare. Inga underarter finns listade i Catalogue of Life.